# Sharon Acker
Sharon Acker (ur. 2 kwietnia 1935 w Toronto, zm. 16 marca 2023) – kanadyjska aktorka

## Życie Prywatne
Sharon Acker urodziła się 2 kwietnia 1935 w Toronto. Zaczęła karierę w wieku 19 lat, gdy pracowała dla CBC i National Film Board. W 1956 poślubiła Austina Ronalda Macdonalda, z którym rozwiodła się w 1973, W tym samym roku poślubiła producenta filmowego i aktora Petera J. Elkingtona, który zmarł w 2001 roku.

## Wybrana Filmografia
- 1955: On Camera
- 1957: Lucky Jim – Christine Callagham
- 1967: Zbieg z Alcatraz – Lynne
- 1969: Star Trek – Odona
- 1981: Upiorne urodziny – Estelle Wainwright
- 1992: Żar młodości – Dr. Grace Sundell

## Biografia
- Sharon Acker w bazie IMDb (ang.)